# Phrynarachne rugosa
Phrynarachne rugosa är en spindelart som först beskrevs av Pierre André Latreille 1804.  Phrynarachne rugosa ingår i släktet Phrynarachne och familjen krabbspindlar.

## Underarter
Arten delas in i följande underarter:
- P. r. infernalis
- P. r. spongicolorata